# 巨人機一型
AEG R.I又稱巨人機一型（德語：Riesenflugzeug 1），為AEG公司於一次大戰期間生產的四引擎雙翼重型轟炸機。

## 設計過程
R.I有一個相當不常見的設計，通常多引擎的飛機，螺旋槳都是直接連結安裝於引擎倉的引擎上，但是R.I的引擎卻是安裝在機身中，而螺旋槳則經由傳動軸系統連結。一架原型機於西元1916年完工並進行首飛。該次飛行相當成功，這架飛機被認為是相當靈活的飛機，然而在西元1918年九月3日時，新組裝上去的螺旋槳因為沒有等到接合劑乾燥完成而解體。由於故障引起的振動導致複雜的引擎動力和傳動軸系統出現問題，兩個螺旋槳斷裂，並打破了飛機中段機身，導致機上七名人員死亡。後來的七架AEG R.1巨人機持續進行生產，直到一戰結束，編號分別為：R.21、R.22、R.59、R.60、R.61、R.62、R.63和R.64，其中只有R.21完成，R.22部分完成。

## 技術規格

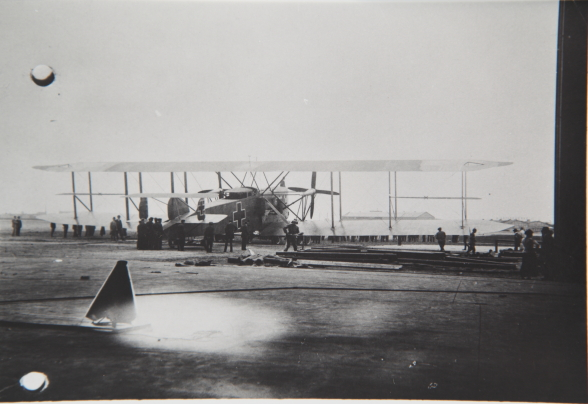
AEG R.I巨人機後方照片

資料來源：The German Giants

### 基本數據
- 長度：19.5公尺（64英尺）
- 高度：6.35公尺（20英尺10英吋）
- 翼展：36公尺（118英尺1英尺）
- 翼面積：260平方公尺（2800平方英尺）
- 空重：9000公斤（19842磅）
- 總重：12700公斤（27999磅）
- 燃料容量：2750公升
- 發動機：四具奔馳 D.IVa（英语：Mercedes D.IVa）直列6缸引擎，每具260匹馬力（194千瓦）
- 螺旋槳：兩個雙葉螺旋槳，直徑5.2公尺（17英尺1英吋）

### 武裝
- 機槍：5挺7.92mm機關槍
- 炸彈：最多3800公斤（8377磅）

## 引文
1. 1 2 3  Haddow, G.W.; Peter M. Grosz.  3rd. London: Putnam. 1988. ISBN 0-85177-812-7.